# ریس ترنر
ریس ترنر (انگلیسی: Rhys Turner؛ زادهٔ ۲۲ ژوئیهٔ ۱۹۹۵) بازیکن فوتبال اهل بریتانیا است.
از باشگاه‌هایی که در آن بازی کرده‌است می‌توان به باشگاه فوتبال اولدهام اتلتیک، باشگاه فوتبال بارو، باشگاه فوتبال مورکم، باشگاه فوتبال استوک‌پورت کانتی، باشگاه فوتبال مکلسفیلد تاون، و باشگاه فوتبال یورک سیتی اشاره کرد.